# Da Sangallo

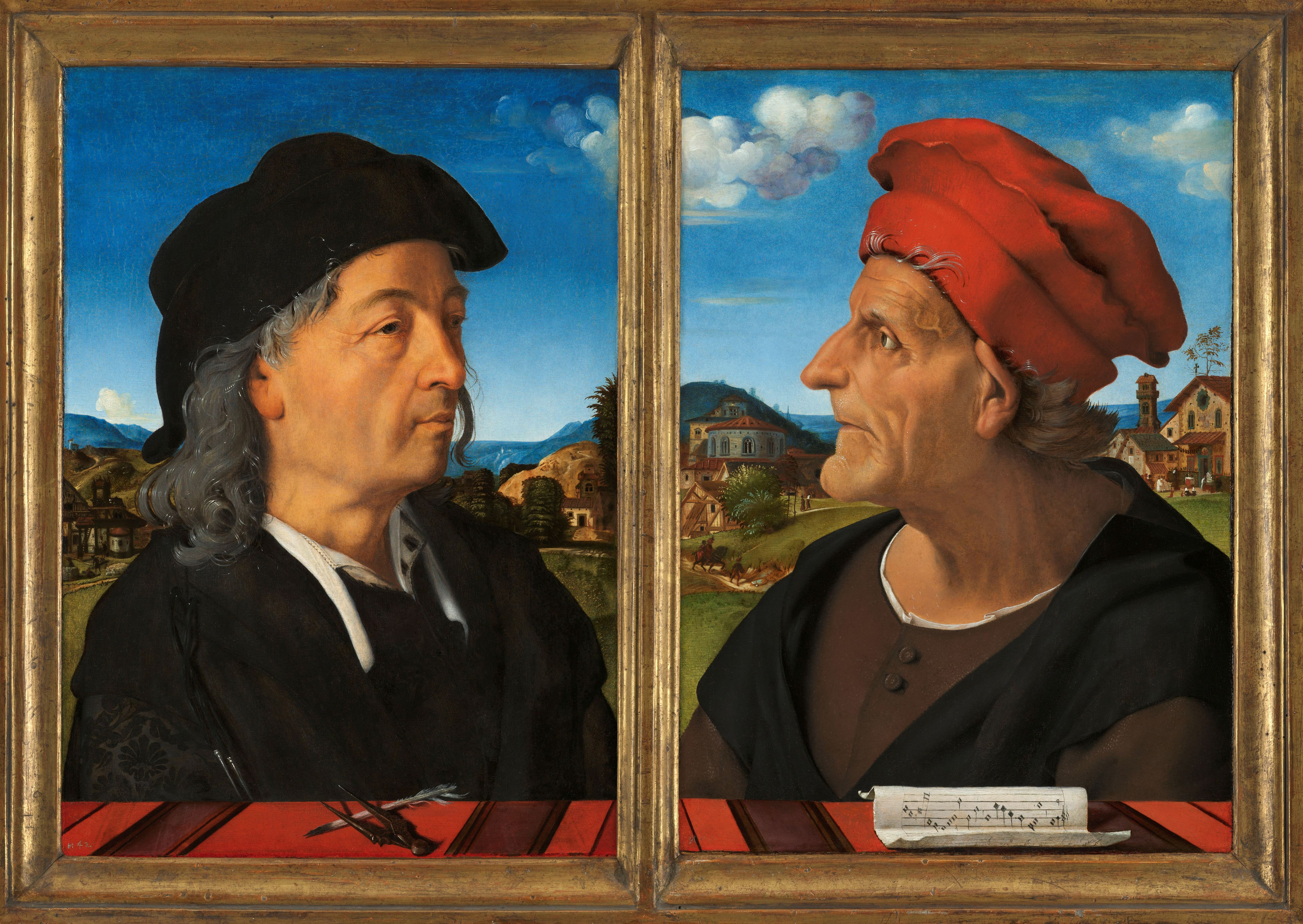
Porträt des Giuliano da Sangallo mit seinem verstorbenen Vater Francesco Giamberti von Piero di Cosimo, Rijksmuseum Amsterdam

Da Sangallo ist der Name einer italienischen Künstlerfamilie, zu der mehrere Baumeister, Architekten und Bildhauer gehören. Als Stammvater kann der Kunsttischler und Schnitzer Francesco Giamberti (1405–1480) gelten, dessen Söhne Guiliano (um 1445–1516) und Antonio (um 1455–1534) als erste den Namen da Sangallo führten.

## Bekannte Mitglieder
- Giuliano da Sangallo (um 1445–1516), Architekt und Bildhauer
- Antonio da Sangallo der Ältere (um 1455–1534), Architekt und Festungsbaumeister
- Francesco da Sangallo (1494–1576), Bildhauer, Sohn Giulianos

Neffen Guilianos und Antonios:
- Bastiano da Sangallo (1481–1551), Architekt, Bühnenarchitekt und Bühnenmaler
- Antonio da Sangallo der Jüngere (1484–1546), Architekt und Festungsbaumeister
- Giovanni Battista da Sangallo (1496–1548), Architekt